# Paraburdoo
Paraburdoo is een mijnwerkersdorp in de regio Pilbara in West-Australië. Het ligt 24 kilometer ten noorden van de Steenbokskeerkring aan de rand van het Hamersleygebergte, 1.536 kilometer ten noorden van Perth, 426 kilometer ten zuidzuidoosten van Karratha en 79 kilometer ten zuiden van Tom Price. In 2021 telde Paraburdoo 1.324 inwoners tegenover 1.607 in 2006.

## Geschiedenis
De Yinhawangka Aborigines zijn de oorspronkelijke bewoners van de streek. Ze werden ook wel de Innawonga genoemd. De naam van de plaats is afgeleid van het aborigineswoord pirupardu dat "gevederd vlees" betekent. Paraburdoo zou zo worden genoemd vanwege de grote groepen naaktoogkaketoes die er leven. In 2013 werd een native title-eis van de Yinhawangka erkend waardoor ze kunnen rekenen op een reeks economische en niet economische voordelen : een deel van de financiële opbrengsten van de mijnindustrie in hun streek, een speciale behandeling van cultureel belangrijke plaatsen, tewerkstellings- en opleidingsmogelijkheden en steun aan de aboriginesbedrijven.
In de jaren 1860 arriveerden de eerste Europeanen in de streek. Ze waren op zoek naar geschikte weidegronden voor hun vee. Onder meer Francis Thomas Gregory verkende de Pilbara in 1861. Ongeveer honderd jaar na de aankomst van de Europeanen werd het voor de Tweede Wereldoorlog opgelegde uitvoerverbod voor ijzererts door de Australische overheid opgeheven. Hamersley Iron Pty Ltd, onderdeel van Rio Tinto Group, werd in december 1964 opgericht en ontwikkelde rond 1970 mijnactiviteiten en een mijnwerkersdorp. In 1972 werd Paraburdoo officieel gesticht.

## 21e eeuw
Paraburdoo is nog steeds een mijnwerkersdorp en faciliteert het verblijf van de mijnwerkers van de Paraburdoo, Channar en Eastern Range ijzerertsmijnen.
De dienstverlening bestaat uit een politiekantoor, de Royal Flying Doctor Service, een bibliotheek, een postkantoor, een supermarkt, een olympisch zwembad, sportvelden, een apotheek, een haarsalon, een dagbladhandel, een hotel/motel, een kinderhospitaal, een medisch centrum en anglicaanse en katholieke kerken.

## Toerisme
Paraburdoo heeft een hotel/motel en caravanpark. Het hotel is vrij duur en duidelijk meer gericht op de FIFO-werknemers van Rio Tinto. De volgende bezienswaardigheden bevinden zich in de omgeving van Paraburdoo:
- Het nationaal park Karijini ligt in het Hamersleygebergte.
- Palms Springs ligt op 50 kilometer. Het is een permanente waterpoel die van cultureel belang is voor de Innawonga Aborigines.
- Kelly's Pool is een permanente waterpoel 8 kilometer buiten het dorp met picknickfaciliteiten.
- Nabij Ratty Springs kan men aboriginesrotskunst bezichtigen.
- De Radio Hill Lookout biedt een uitzicht over het mijnwerkersdorp.
- Langs Camp Road staat een Terex Haul Truck tentoongesteld waarmee van 1976 tot 1987 tot 154 ton ijzererts per rit werd vervoerd.
- Komende van Tom Price, aan de ingang van Paraburdoo, staat de Resilience Sculpture.

## Transport
Paraburdoo Airport (IATA: PBO, ICAO: YPBO) ligt tien kilometer ten noordoosten van Paraburdoo en wordt uitgebaat door Rio Tinto Groups dochtermaatschappij Pilbara Iron Pty Ltd.
Met de wagen is Paraburdoo bereikbaar via de Nanutarra Munjina Road (State Route 136) die de North West Coastal Highway verbindt met de Great Northern Highway. Vervolgens neemt men de Paraburdoo–Tom Price Road.
De Hamersley & Robe River Railway loopt langs Paraburdoo maar wordt enkel gebruikt door de ijzerertstreinen van Pilbara Iron.

## Klimaat
Paraburdoo kent een warm woestijnklimaat, BWh volgens de klimaatclassificatie van Köppen.
| Maand                                  | jan  | feb  | mrt  | apr  | mei  | jun  | jul  | aug  | sep  | okt  | nov  | dec  | Jaar  |
| -------------------------------------- | ---- | ---- | ---- | ---- | ---- | ---- | ---- | ---- | ---- | ---- | ---- | ---- | ----- |
| Gemiddeld maximum (°C)                 | 40,7 | 38,9 | 37,0 | 33,8 | 29,1 | 25,1 | 24,9 | 27,6 | 31,4 | 35,9 | 38,4 | 40,5 | 33,6  |
| Gemiddeld minimum (°C)                 | 26,2 | 25,1 | 23,5 | 19,8 | 14,7 | 11,3 | 9,8  | 10,9 | 13,6 | 18,3 | 21,5 | 24,6 | 18,3  |
|                                        |      |      |      |      |      |      |      |      |      |      |      |      |       |
| Neerslag (mm)                          | 55,6 | 73,6 | 49,4 | 24,5 | 17,7 | 23,5 | 13,9 | 10,1 | 3,4  | 4,0  | 8,3  | 26,4 | 310,4 |
| Regendagen (dag)                       | 5,5  | 6,0  | 4,6  | 2,9  | 2,1  | 2,5  | 1,8  | 1,1  | 0,4  | 0,7  | 1,3  | 3,1  | 32    |
| Relatieve luchtvochtigheid (%)         | 19   | 29   | 25   | 26   | 23   | 27   | 26   | 20   | 15   | 12   | 11   | 16   | 20,7  |
| Bron: Australian Bureau of Meteorology |      |      |      |      |      |      |      |      |      |      |      |      |       |

## Galerij

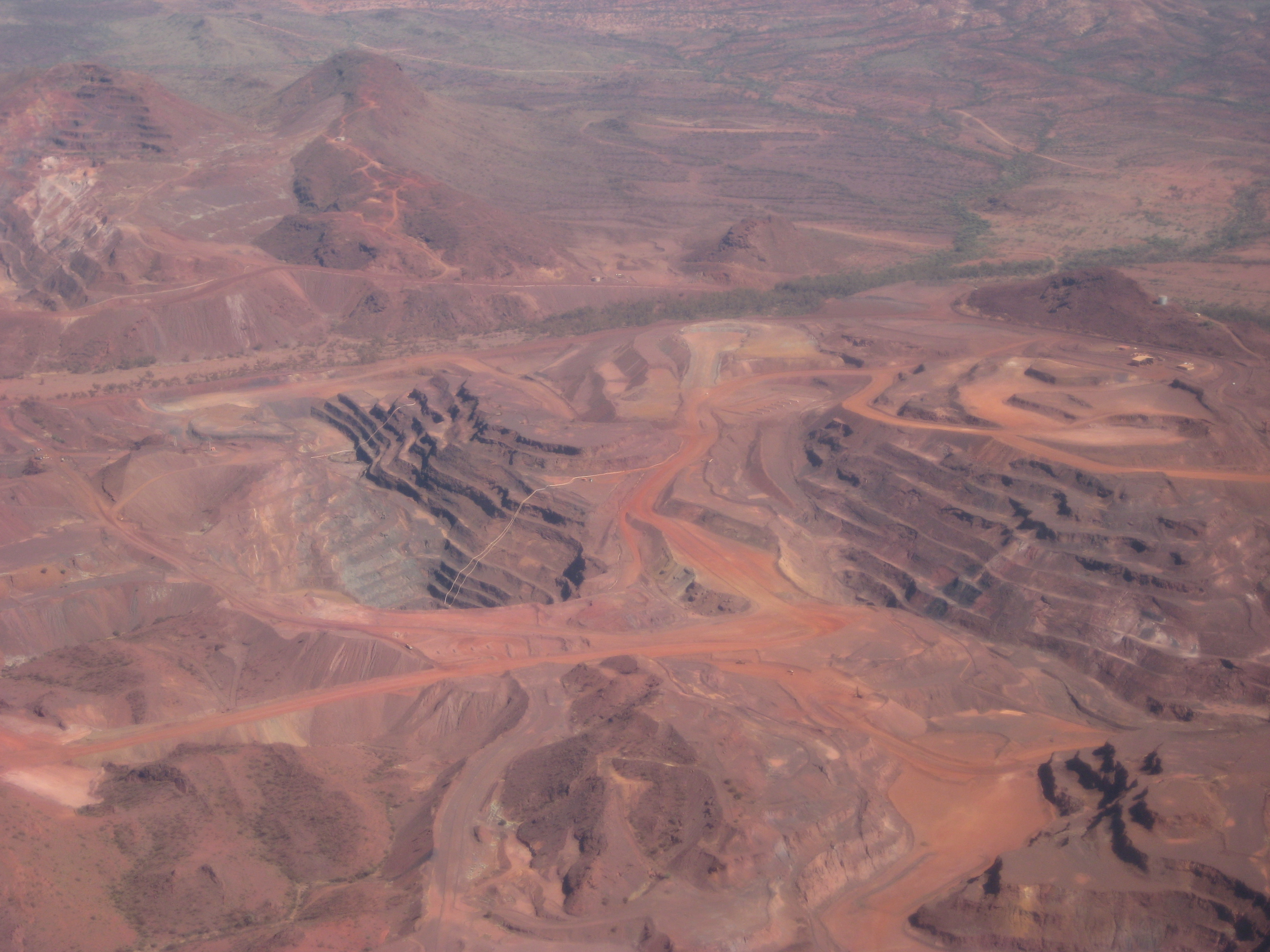
ijzerertsmijn
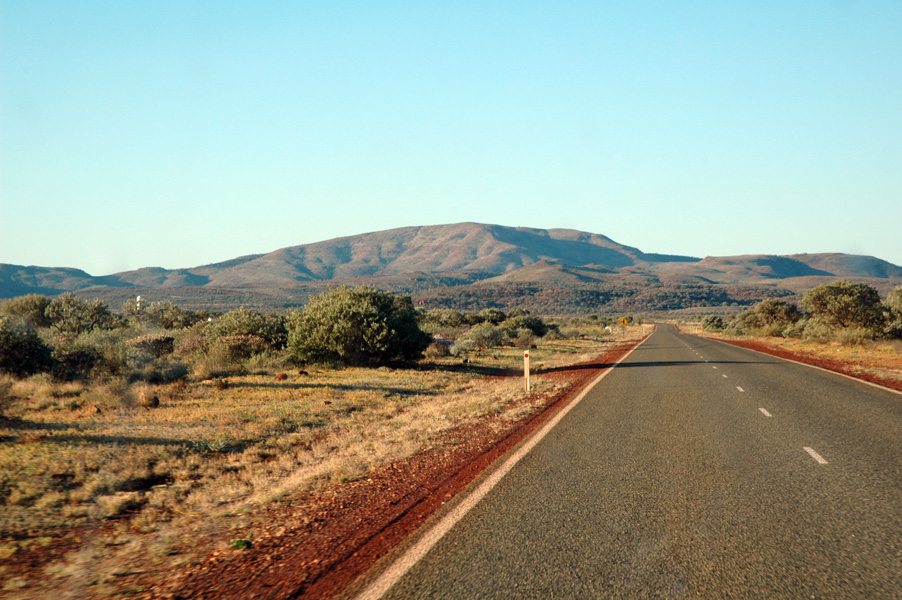
weg naar Tom Price
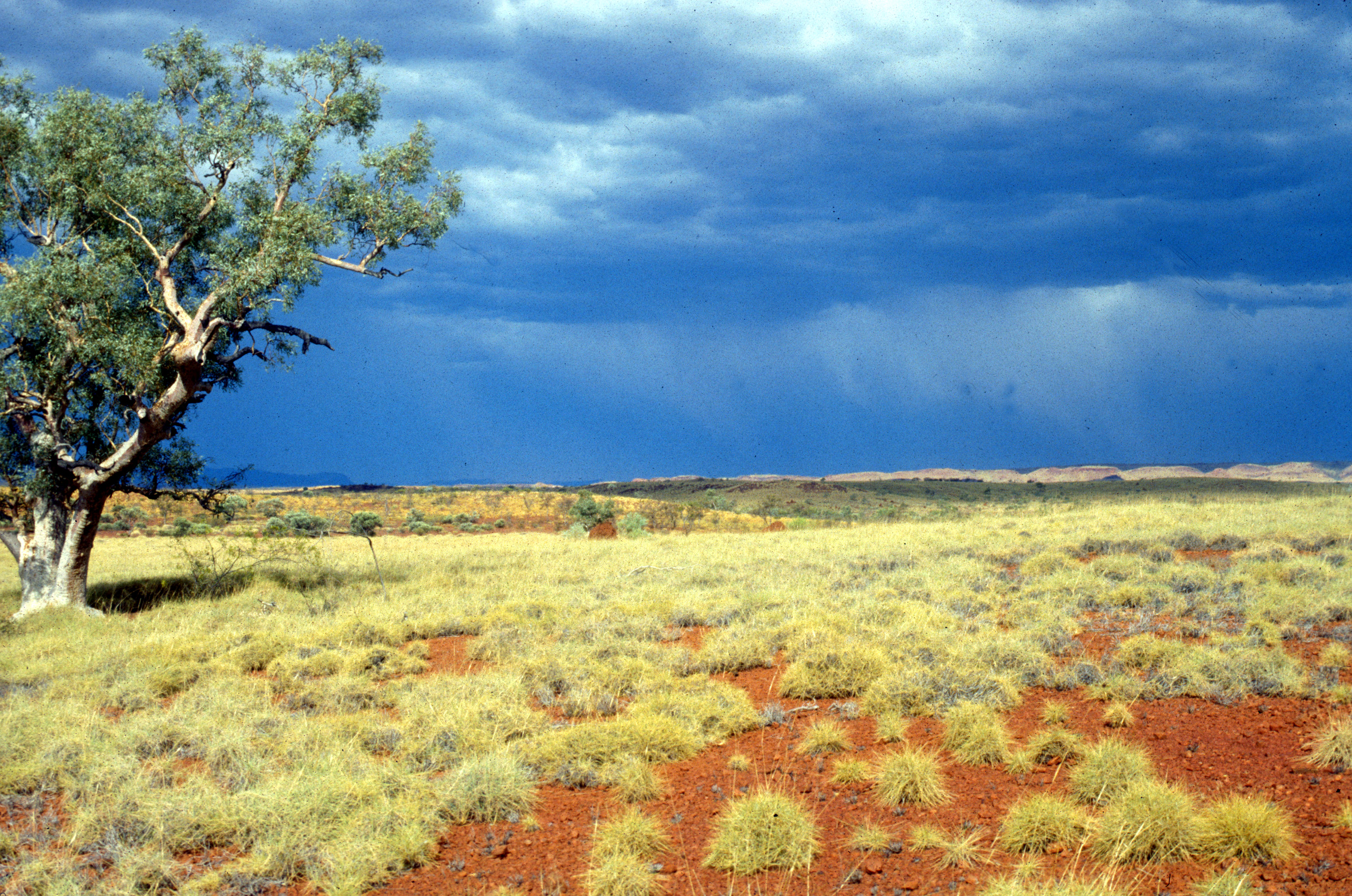
spinifexvlakte
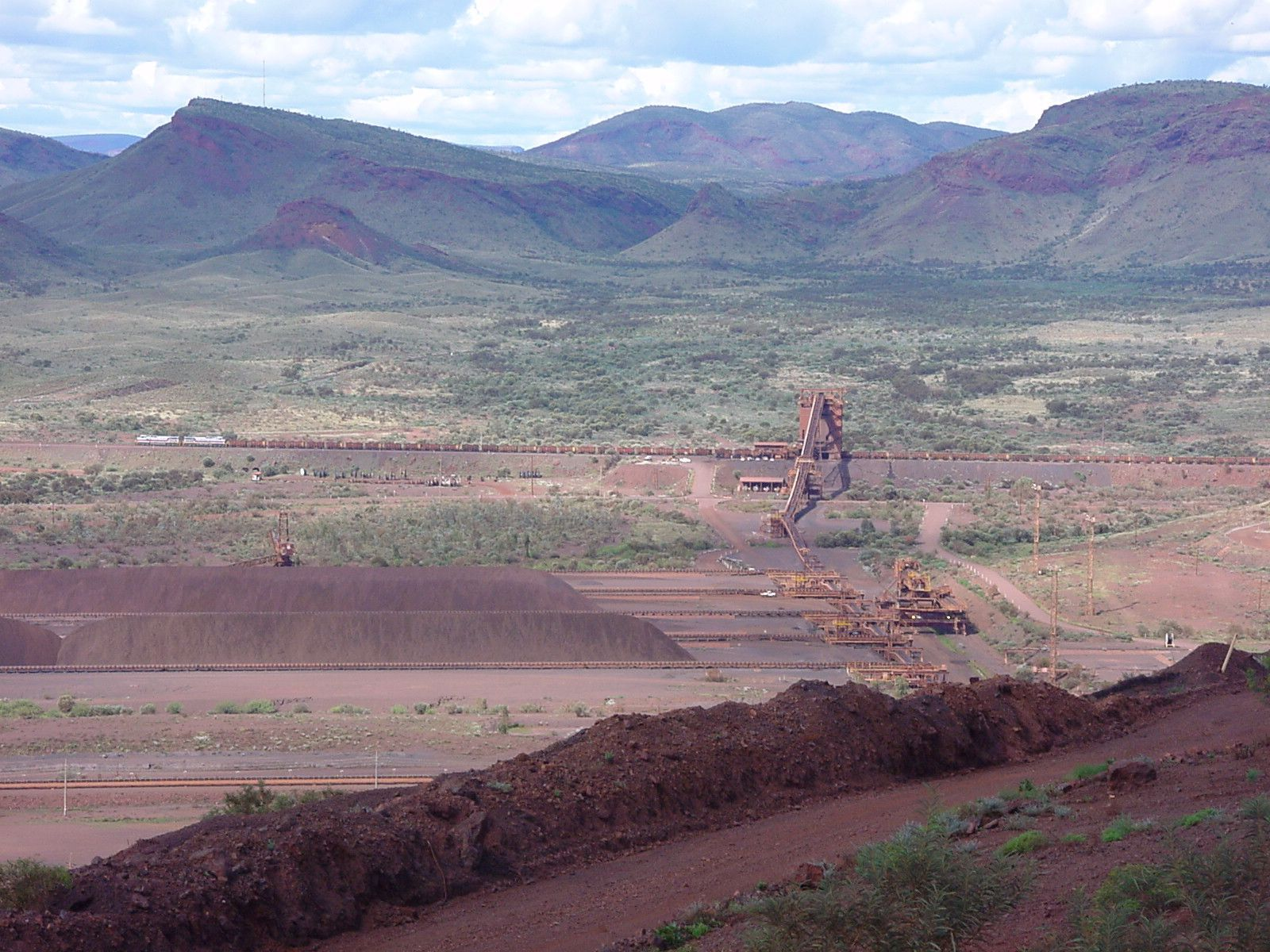
laden van ijzerertstrein
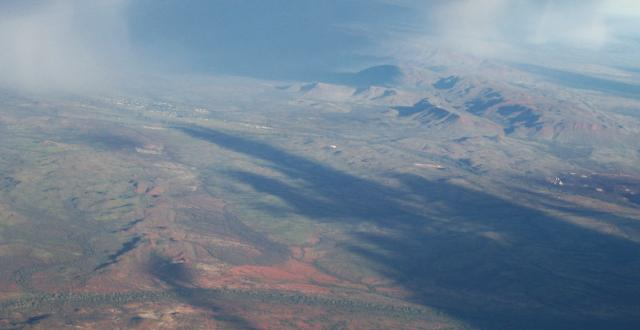
vanuit de lucht in 2006